# Starlight Moonlight
Starlight Moonlight (kor. 별빛달빛 Byeolbich dalbich) – singel południowokoreańskiej grupy Secret, wydany 1 czerwca 2011 roku w Korei Południowej. Osiągnął 2 pozycję na liście Gaon Chart i sprzedał się w nakładzie 10 775 egzemplarzy. Według danych Gaon utwór Starlight Moonlight został pobrany 2 987 080 razy w Korei Południowej (stan na dzień 31 grudnia 2011).
Piosenka została napisana i wyprodukowana przez Kang Ji-won i Kim Ki-bum. Starlight Moonlight jest piosenką inspirowaną gatunkiem retro z wpływami tradycyjnej ludowej muzyki koreańskiej. Słowa piosenki opisują uczucia bohaterki, kiedy mężczyzna wyznaje jej swoją miłość i porównuje jej uczucia do jej kochanka, jak „Starlight” i „Moonlight” (światło gwiazd i księżyca).
Starlight Moonlight została dobrze przyjęta przez krytyków muzycznych jak i wśród internautów, uplasowała się wysoko na koreańskich listach przebojów. Utwór zadebiutował na dziesiątej pozycji na liście Gaon Chart ostatecznie zajmując drugą pozycję. Pod koniec czerwca Starlight Moonlight był utworem numer jeden na miesięcznej liście Gaon Chart. Utwór zadebiutował również jako numer jeden na wielu listach przebojów online, takich jak Dosirak, Bugs, czy Melon. 19 czerwca 2011 roku piosenka zdobyła nagrodę Mutizen w programie Inkigayo stacji SBS. 

## Lista utworów
| Nr | Tytuł                                                   | Czas |
| -- | ------------------------------------------------------- | ---- |
| 1. | "Oh! Honey" (kor. 오! 허니 O! Heoni)                    | 2:34 |
| 2. | "Starlight Moonlight" (kor. 별빛달빛 Byeolbich dalbich) | 3:54 |
| 3. | "Melodrama" (kor. 멜로영화 Melloyeonghwa)               | 3:12 |

## Twórcy i personel
Opracowano na podstawie wkładki muzycznej płyty CD:
- Kim Tae-sung – producent wykonawczy, współproducent
- Song Ji-eun – wokal
- Han Sun-hwa – wokal
- Jeon Hyo-sung – wokal
- Jung Ha-na – wokal, rap
- Kang Ji-won – współproducent, słowa utworów, aranżacja, kompozycja
- Kim Ki-bum – współproducent, słowa utworów, kompozycja

## Notowania
| Lista                    | Najwyższa pozycja |
| ------------------------ | ----------------- |
| Gaon Weekly Album Chart  | 2                 |
| Gaon Monthly Album Chart | 9                 |

Piosenki
| Lista                      | Najwyższa pozycja   |
| Starlight Moonlight        | Starlight Moonlight |
| -------------------------- | ------------------- |
| Gaon Weekly Digital Chart  | 2                   |
| Gaon Monthly Digital Chart | 1                   |
| Gaon Yearly Digital Chart  | 15                  |
| Gaon Streaming Chart       | 1                   |
| Gaon Weekly Download Chart | 3                   |
| Gaon Yearly Download Chart | 12                  |
| Gaon BGM Chart             | 2                   |
| Gaon Mobile Ringtone Chart | 1                   |
| Gaon Karaoke Chart         | 2                   |
| Oh! Honey                  |                     |
| Gaon Weekly Digital Chart  | 76                  |
| Melodrama                  |                     |
| Gaon Weekly Digital Chart  | 136                 |